# Kanonenbohrwerk (Dresden)

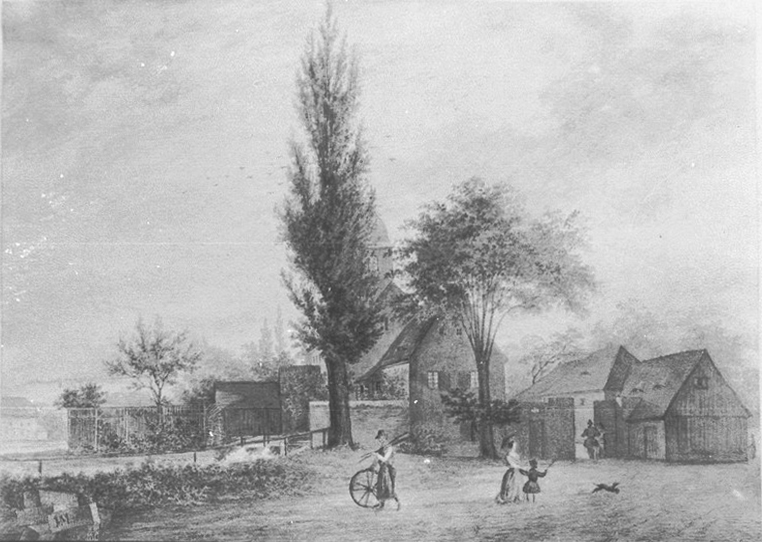
Kanonenbohrwerk, Aquarell, 1769

Das Kanonenbohrwerk war ein Gebäudekomplex im Dresdner Stadtteil Löbtau. Der ursprünglich an diesem Standort befindliche Kupferhammer musste 1765 dem „Churfürstlichen-Kanonen-Bohrwerk“ weichen. Die bis 1945 verbliebenen Gebäude wurden durch Bombentreffer weitgehend zerstört, die Ruinen sind später beseitigt worden. Von 1993 bis 1995 wurde auf dem Gelände des ehemaligen Kanonenbohrwerkes ein Gasturbinen-Heizkraftwerk errichtet.

## Vorgeschichte bis zum Bau des Kanonenbohrwerks
Vermutlich schon um 1500 begann die Wasserkraftnutzung an dieser Stelle, 1554 jedenfalls wird hier ein Kupferhammer erwähnt. Das Wasser des Weißeritzmühlgrabens trieb zwei unterschlächtige Wasserräder, von denen das größere die (vermutlich drei) Hämmer bewegte und gleichzeitig zusammen mit dem kleineren Wasserrad den Blasebalg antrieb, um die für das Schmieden erforderlichen Temperaturen im Schmiedefeuer zu erreichen. Die Anlage bestand damals aus einem eingeschossigen Produktionsgebäude, einem Wohnhaus, Schuppen und dem Pferdestall.
Im 17. und frühen 18. Jahrhundert kam es zu mehrfachem Wechsel in Besitz und Nutzung des Anwesens. So erwarb 1665 Kurfürst Kurfürsten Johann Georg II. den Hammer von der Familie des kurfürstlichen Oberzeugmeisters Paul Buchner, veräußerte diese aber später wieder. 1730 schließlich erwarb der Kurfürst die Mühle für das Hauptzeughaus. Ziel des Kaufes war die Wasserregulierung für die oberhalb liegende Pulvermühle. Pläne die Anlage gänzlich mit der Pulvermühle zusammenzulegen wurden jedoch fallen gelassen und so wurde das Werk erneut verpachtet und unter Auflagen, die Wassernutzung betreffend, bis 1764 weiter betrieben.

## Bau des Kanonenbohrwerks und Nutzung bis 1870

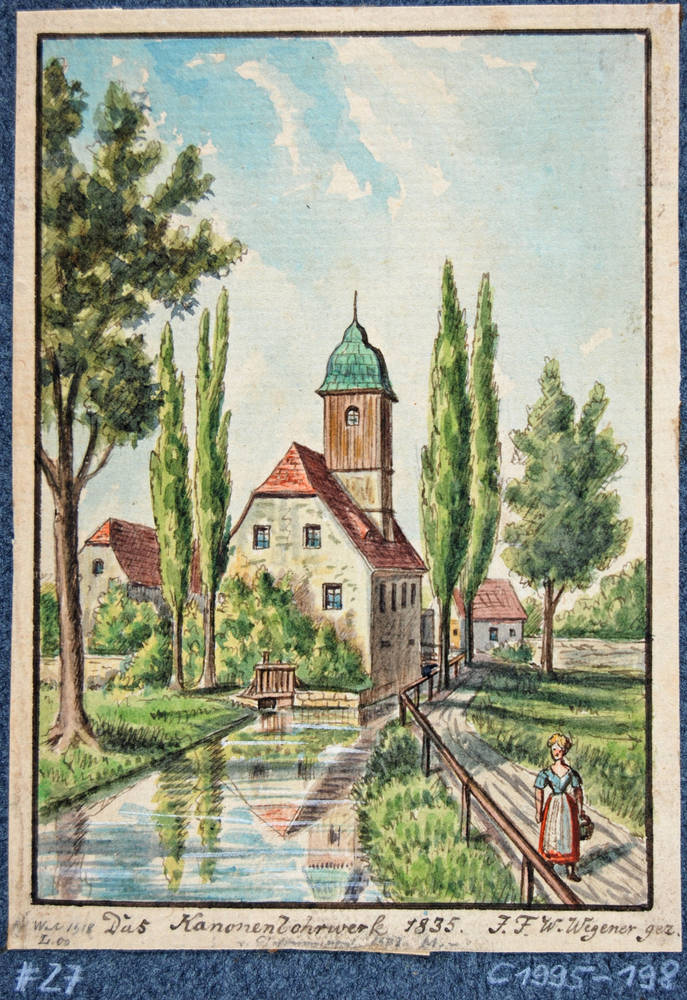
Kanonenbohrwerk (1835)

Bereits 1745 hatte Kurfürst Friedrich August II. befohlen, auf seine Kosten an der Weißeritz eine Bohrmühle anzulegen. 1764 nun legte die Direktion des Hauptzeughauses einen Plan zum vollständigen Umbau der Anlage zum Zwecke der Aufstellung einer „inventieusen horizontal auch perpendicular Bohr Maschine.“ vor. Ziel war es, alle künftig herzustellenden Geschütze massiv bohren zu können. Dazu reichten die Räumlichkeiten im Hauptzeughaus nicht aus.
Am 15. April 1765 begann der Umbau des Kupferhammers zum „Churfürstlichen-Kanonen-Bohrwerk“ und schon nach 178 Arbeitstagen war das Kanonenbohrwerk am Weißeritzmühlgraben fertiggestellt. Die Anlage bestand nun aus einem zweigeschossigen, schmucklosen Produktionsgebäude. Im Erdgeschoss befanden sich die Maschinen, im Obergeschoss gab es einen Saal für die Arbeiter. Unmittelbar angeschlossen war das Wohngebäude, diverse Schuppen und ein Backhaus zur Selbstversorgung komplettierten das Anwesen. Wichtigstes Bauteil aber war sein 10 Meter hoher hölzerner Turm, welcher zur Aufnahme der Vertikalbohrmaschine benötigt wurde. Der Turm mit seinem kupfergedeckten Zeltdach und einer Wetterfahne mit Turmknopf obenauf war für mehr als 150 Jahre markantes und weithin sichtbares Wahrzeichen dieses Stadtteils.
Kernstück der Anlage war die durch Wasserkraft betriebene Bohrmaschine. Diese konnte sowohl vertikale wie auch horizontale Bohrungen ausführen. Die Antriebskraft lieferte das große Wasserrad mit 1,15 Meter Breite und 5,60 Metern Durchmesser. Technisch besonders interessant ist die vertikale Bohrvariante. Hierzu wurde das „Stück“ mittels Wasserkraft in den Turm gehoben, danach wurde der Bohrer justiert und von unten angesetzt. Das Kanonenrohr drückte nun durch sein Eigengewicht auf die sich drehende Bohrspitze und rutschte durch den sich immer weiter in das Innere fressenden Bohrer langsam nach unten.
Um 1830 kam es zur Aufstellung von Dampfmaschinen, welche die Arbeit des Werkes von den Schwankungen des Wasserstandes im Mühlgraben unabhängig machten. Nach etwa hundertjähriger Tätigkeit kam dann aber 1870 das Ende, denn Militärwesen und Maschinenbautechnik hatten sich so grundlegend geändert, dass für das alte Kanonenbohrwerk kein Bedarf mehr bestand.

## Nutzung nach 1870 bis zur Zerstörung 1945
Nach dem Ende der militärischen Nutzung verpachtete das sächsische Kriegs-Ministerium das Anwesen an den letzten Bohrwerksmeister Herzog. Dieser produzierte mit seinem Geschäftspartner Demuth Windmotoren, Vorläufer der heutigen modernen Windkraftanlagen. Ein Modell davon wurde auf dem Turm des Gebäudes angebracht.
Aus diesen Anfängen entwickelte sich die „Sächsische Stahl- und Windmotorenfabrik G. R. Herzog GmbH“ welche 1898 durch Herzogs Geschäftspartner Demuth übernommen wurde. Ebenfalls hatte sich im Gelände des ehemaligen Kanonenbohrwerkes die „Vernicklungsanstalt Friedrich Strassburg“ angesiedelt. Es gab kleinere Um- und Anbauten, doch das Gesicht der alten Anlage blieb weitgehend erhalten.
Am 23. Dezember 1928 kam es im ehemaligen Kanonenbohrwerk zu einem verhängnisvollen Großbrand. Dieser vernichtete Teile des Dachstuhls des Hauptgebäudes, auch der markante Turm fiel ihm zum Opfer. Das Gebäude stand viele Jahre leer und verlor 1937 durch Schließung des Weißeritzmühlgrabens auch seine ursprüngliche Antriebsquelle. Mit der Zerstörung infolge der Bombenangriffe von 1945 endet die Geschichte des ehemaligen Dresdner Kanonenbohrwerks.